# Centaurea redempta
Centaurea redempta ist eine Pflanzenart aus der Gattung Centaurea.

## Merkmale
Centaurea redempta ist ein ausdauernder Schaft-Hemikryptophyt, der Wuchshöhen von 10 bis 60, selten bis 100 Zentimeter erreicht. Die unteren Blätter sind fiederschnittig und besitzen viele sehr variable Seitenfiederpaare. Die Hülle ist kugelig und hat einen Durchmesser von 30 bis 40 Millimetern. Das Anhängsel der Hüllblätter ist halbmondförmig und schwarz oder dunkelbraun. Sein Enddorn ist meist 15 bis 30 Millimeter lang, selten kleiner. Die Blüten sind dunkelpurpurn. Die äußeren Blüten sind nicht strahlend. Die Frucht ist ungefähr 4 Millimeter groß, der Pappus ist doppelt so lang.
Die Blütezeit reicht von März bis Juni.
Die Chromosomenzahl beträgt 2n = 20 auch für die Unterart Centaurea redempta subsp. cytherea.

## Vorkommen
Centaurea redempta kommt in der südwestlichen Ägäis und in Griechenland vor. Die Art wächst in den Spalten von Kalkfelsen und Mauern und ist meist in Schluchten anzutreffen. Auf Kreta ist die Pflanze in Höhenlagen von 30 bis 1200 Metern heimisch.

## Systematik
Man kann zwei Unterarten unterscheiden:
- Centaurea redempta Heldr. subsp. redempta: Sie kommt in Kreta vor.[3]
- Centaurea redempta subsp. cytherea (Rech. f.) Routsi & T. Georgiadis (Syn.: Centaurea cytherea Rech. f.): Sie kommt in Griechenland vor.[3]

## Belege
1. 1 2 3 4  Ralf Jahn, Peter Schönfelder: Exkursionsflora für Kreta. Mit Beiträgen von Alfred Mayer und Martin Scheuerer. Eugen Ulmer, Stuttgart (Hohenheim) 1995, ISBN 3-8001-3478-0, S. 328.
2. ↑  Centaurea redempta bei Tropicos.org. In: IPCN Chromosome Reports. Missouri Botanical Garden, St. Louis
3. 1 2 3  Werner Greuter (2006+): Compositae (pro parte majore). – In: W. Greuter & E. von Raab-Straube (Hrsg.): Compositae. Euro+Med Plantbase - the information resource for Euro-Mediterranean plant diversity.
Datenblatt Centaurea redempta In: Euro+Med Plantbase - the information resource for Euro-Mediterranean plant diversity.